# شهرستان مورانگا
شهرستان مورانگا (به لاتین: Muranga County) یک شهرستان در کنیا است. شهرستان مورانگا ۲٬۳۲۵٫۸ کیلومتر مربع مساحت و ۱٬۰۵۶٬۶۴۰ نفر جمعیت دارد.